# Pierre-Antoine Gillet
Pierre-Antoine Gillet (Huy, 16 de abril de 1991) es un jugador belga de baloncesto. Mide 2,01 metros de altura y ocupa la posición de Ala-Pívot. Pertenece a la plantilla del BC Oostende de la Scooore League.

## Trayectoria
Debutó en el Liege Basket, donde estuvo desde 2008 hasta 2013. En 2013 firmó con el Telenet Oostende con el que consiguió dos ligas, dos copas y una supercopa. Gillet estuvo cuatro temporadas, siendo la 2016/17 la última, recibiendo los premios de mejor jugador en 2014 y de Jugador Belga del Año en 2015.
Durante la temporada 2017/18 militó en las filas del Élan Sportif Chalonnais, destacando por su buena muñeca para anotar desde el perímetro (más de un 40% en triples en Francia), y su capacidad para aportar en el rebote.
En octubre de 2018, ya con la Liga Endesa ya comenzada, Gillet firmó por Iberostar Tenerife para cubrir la baja del ala-pívot polaco Tomasz Gielo, lesionado para toda la temporada.
En julio de 2019 fichó por una temporada con el Montakit Fuenlabrada.
El 31 de agosto de 2020, regresa a Bélgica para jugar en las filas del BC Oostende de la Pro Basketball League firmando un contrato por tres temporadas.

## Selección nacional
Es internacional con la selección de Bélgica, con la que disputó los Eurobasket de 2015 y 2017.
En septiembre de 2022 disputó con el combinado absoluto belga el EuroBasket 2022, finalizando en decimocuarta posición.